# 许晨晔
许晨晔（英語：Daniel Xu；1971年4月10日—），腾讯公司现任首席信息官。全面负责腾讯公司网站财产和小区、客户关系及公共关系的策略规划和发展工作，

## 生平
许晨晔于1993年获得深圳大学理学士学位，主修计算机及应用。并于1996年获得南京大学计算机应用硕士学位。 曾在深圳数据通信局任职，累积丰富软件系统设计、网络管理和市场推广及销售管理经验。1999年加入腾讯，是集团主要创办人之一。